# Гароннский канал
Гароннский канал — канал на юго-западе Франции.
Канал соединяет реку Гаронну в Кастен-ан-Дорт и Южный канал на территории Тулузы. Он позволяет достигнуть Бискайского залива из Средиземного моря, не огибая Пиренейский полуостров.
На канале построено 53 шлюза, перепад высот — 128 метра. Длина — 193 км.